# 成都中医薬大学
成都中医薬大学（せいとちゅういやくだいがく、英語: Chengdu University of Traditional Chinese Medicine）は、四川省成都市温江区に本部を置く中華人民共和国の国立大学。1956年創立、1995年大学設置。

## 概要
1956年に前身となる成都中医学院が設立、1995年に『成都中医薬大学』と改称した。現在は、四川省人民政府に属し国家中医薬管理局が共同運営する地方重点大学の大学の一つである。
1957年に設立された、中国初の4つの中国中医薬大学附属病院の一つである成都中医薬大学附属医院（四川省中医院）を有する。

## 沿革
- 1956年 前身の成都中医学院が設立。
- 1957年 臨床医学部が開設。
- 1960年 看護学院が開設。
- 1986年 鍼灸学院の前身となる鍼灸学系が確立。
- 1987年 基礎医学部が開設。
- 1995年 成都中医薬大学に改称。
- 1995年 鍼灸学院が開設。
- 2006年 「生殖衛生学院」と「衛生管理幹部学院」を編入（吸収合併）。

## 学部
- 基礎医学院
- 臨床医学院
- 薬学院
- 鍼灸推拿学院
- 眼科学院
- 健康回復学院
- 民族医薬学院
- 医学・生命科学学院
- 公共衛生学院
- 医学技術学院
- 看護学院
- 医学信息工程学院
- 管理学院
- マルクス主義学院
- 体育学院
- 外語学院
- 国学院
- 国際教育学院
- 継続教育学院/高等職業技術学院

## 研究所など
- 図書館

## 附属病院
- 成都中医薬大学附属医院（四川省中医医院）
- 成都中医薬大学附属生殖婦幼医院（成都中医薬大学第二附属医院、第二臨床医学院、医学・生命科学学院）
- 成都中医薬大学第三附属医院
- 成都中医薬大学銀海眼科医院 （成都中医薬大学眼科学院）
- 成都中医薬大学附属第五人民医院（第二臨床医学院、成都市第五人民医院）
- 成都中医薬大学附属重慶中医院（重慶市中医院、第四臨床医学院、北京中医薬大学重慶市中医院）
- 成都中医薬大学附属綿陽医院 （綿陽市中医院、綿陽臨床医学院、四川中医薬高等専科学校附属医院）
- 成都中医薬大学附属中西医結合医院（成都市中西医結合医院、成都市第一人民医院、成都医学院附属中西医結合医院）
- 成都中医薬大学附属第三医院（西区）（成都市郫都区中医医院、成都中医薬大学第三臨床医学院）
- 成都中医薬大学附属回復医院、附属回復臨床医院 （四川省八一回復センター、四川省回復医院）
- 成都中医薬大学附属成都市第四人民医院（成都市第四人民医院、中西医結合精神衛生センター、遵義医科大学附属成都市第四人民医院）
- 広西中医薬大学附属公共衛生臨床医療センター

## 対外関係

### 日本における協定校
部局間学術交流協定